# Tapiririeae
Tapiririeae je tribus vonjača ili rujevki od 14 priznatih rodova. Tipični rod je Tapirira sa 9 vrsta u tropskoj Americi.

## Rodovi
1. Buchanania Spreng. (26 spp.)
2. Androtium Stapf (1 sp.)
3. Choerospondias B. L. Burtt & A. W. Hill (1 sp.)
4. Pleiogynium Engl. (2 spp.)
5. Tapirira Aubl. (9 spp.)
6. Cyrtocarpa Kunth (5 spp.)
7. Sclerocarya Hochst. (2 spp.)
8. Lannea A. Rich. (38 spp.)
9. Koordersiodendron Engl. ex Koord. (1 sp.)
10. Antrocaryon Pierre (4 spp.)
11. Poupartiopsis Capuron ex J. D. Mitch. & Daly (1 sp.)
12. Harpephyllum Bernh. (1 sp.)
13. Poupartia Comm. ex Juss. (7 spp.)
14. Operculicarya H. Perrier (9 spp.)